# شقبان فليبيني
شقبان فليبيني أو شقبان تابون (الاسم العلمي: Megapodius cumingii) (بالإنجليزية: Tabon Megapode وPhilippine megapode)‏ هو نوع من الطيور يتبع جنس الشقبان من فصيلة الشقبانية.